# 9e corps de chars
Pour les articles homonymes, voir 9e corps d'armée et 9e division.
Le 9e corps de chars est une unité militaire de l'armée soviétique. Formé pendant la Seconde Guerre mondiale, le corps est rebaptisé 9e division de chars après la défaite de l'Allemagne en 1945. La 9e division de chars sert au sein du groupe des forces soviétiques en Allemagne de 1945 jusqu'en 1991, date à laquelle elle est dissoute.

## Historique

### 9ecorps de chars
Le 9e corps de chars a été formé le 12 mai 1942 dans le district militaire de Moscou. Il a combattu en Russie, en Pologne et en Allemagne jusqu'en 1945.
Composition initiale :
- 23e brigade de chars
- 95e brigade de chars
- 187e brigade de chars
- 10e brigade de fusiliers motorisés

Le 9e corps de chars a participé à l'offensive de l'aile gauche du Front occidental à l'été 1942. Le 7 juin, le corps était stationné dans la région de Voïmirovo, Barankovo (oblast de Kalouga), Kochoukovo et Soukhoy Sot (à l'est de Kirov ). Sur ordre du commandant de la 16e armée, le corps a pour tâche, le 6 juillet 1942, de s'engager dans la brèche « Noire » pour exploiter la situation avantageuse en direction d'Oslinka, Jizdra et Orlia. Le corps n'est entré en combat que le soir du 7 juillet. En raison d'une mauvaise reconnaissance et du mouvement des premiers échelons, le corps s'est embourbé dans un marécage. Le corps a subi de lourdes pertes, à tel point qu'une des brigades a perdu 50% de ses chars. Toute la nuit du 7 au 8 juillet a été consommée par la récupération de véhicules embourbés. De manière globale, l'engagement du corps n'a pas pesé sur la bataille et le 14 juillet, le corps est passé à la défense.
En août 1942, le corps participe à une contre-attaque contre l'ennemi dans la région de Soukhinitchi et Kozelsk.
En septembre 1942, la 10e brigade motorisée est supprimée pour former une unité mécanisée. La brigade est finalement remplacée en novembre 1942 par l'affectation de la 8e brigade motorisée du 8e corps de chars. Le corps est resté en réserve jusqu'en février 1943. Pendant ce temps, la 187e brigade de chars a quitté le corps et a été remplacée par la 108e brigade de chars.

### 1943
En mars 1943, le corps fut transféré au Front central, à la limite nord du saillant de Koursk dans la région d'Arseniyevsky, Trubitsyn et Sergeevskie. Le 7 mai 1943, le corps est renforcé par le 133e bataillon de mortiers de la Garde (huit BM-13) et le 730e bataillon antichar (12 canons antichars de 85 mm tractés).
Il est envoyé en première ligne le 7 juillet 1943 renforcé par les 1454e (SU-122) et 1455e (SU-76) régiments de canons automoteurs. Dans l'après-midi du 8 juillet, le corps est entré au combat. Le 15 juillet, les éléments de tête se frayèrent un chemin jusqu'à Bouzoulouk, non loin de Maloarkhanguelsk. Le même jour, le corps a fait irruption dans Maloarkhanguelsk. Le 1er août, le corps a mené l'offensive à 14 kilomètres au sud de Kromi dans les colonies de Gostomel (à 15 kilomètres au sud de Kromi) et Chosse. Le 2 août, le corps a atteint la région de Parniï, à neuf kilomètres au sud de Kromi. À la fin du 3 août, les combats se déroulaient au coude de la route Kolki-Charikino. Le 4 août, le corps a traversé la rivière Kroma et se battait pour agrandir une tête de pont près de Glinki-Lechnia à 11 kilomètres au sud-ouest de Kromi. Le corps a été temporairement renforcé par le 154e régiment de canons automoteurs lourds (SU-152) en août.
Au cours de l'offensive Tchernigov-Pripyat, le corps a été introduit dans la bataille lors d'une attaque surprise le 27 août au sud de Sevsk. Le 30 août, le 9e corps de chars participe à la libération de Hloukhiv, puis poursuit l'offensive en direction du sud-ouest jusqu'au 7 septembre, avec le corps situé sur la rivière Desna. Le 9e corps de chars a finalement été retiré pour se reposer, se rééquiper et se réorganiser en novembre 1943.
Le corps est resté dans les réserves de la STAVKA jusqu'en avril 1944, date à laquelle il est revenu au combat avec l'organisation suivante ,:
- 23e brigade de chars (T-34/85)
- 95e brigade de chars (T-34/85)
- 108e brigade de chars (T-34/85)
- 8e brigade de fusiliers motorisés
- 1455e régiment de canons automoteurs (SU-76M)
- 1508e régiment de canons automoteurs (SU-76M)
- 218e régiment de mortiers de la Garde (36 mortiers de 120 mm)
- 216e régiment antiaérien (24 canons de 37 mm)
- 90e bataillon de motos
- 286e bataillon de mortiers de la Garde (8 BM-13)
- 109e bataillon du génie
- 696e bataillon des transmissions
- 8e compagnie des transmissions d'aviation
- 76e compagnie chimique
- 34e compagnie de maintenance
- 79e base de réparation de chars de campagne
- 102e base de réparation de véhicules automobiles de terrain
- 31e section de boulangerie de terrain
- 925e poste de campagne
- 1935e bureau de banque de campagne

Le 24 juin 1944, le corps a commencé à prendre part à l'opération Bagration, prenant la direction du district de Bobriuisk, Rogatchev et Jlobine. Le 26 juin, l'unité perce et est dirigée vers Babrouïsk à l'est, est allée sur la rive est de la rivière Bérézina près de Titovka, et le lendemain matin, il a saisi toutes les routes et traversé le nord-est de la ville. Le 1er juillet est en marche depuis les environs d'Osipovitchi (8e brigade motorisée dans la région de la colonie de Chichtchini, la 95e brigade de chars près du village de Lev, 23e brigade de chars - au croisement dans le village de Jitniï). Le 4 juillet, le corps est inclus dans le corps de cavalerie mécanisée du général Issa Pliïev et lance une attaque sur Baranavitchi, qui est prise le 8 juillet. Puis a été envoyé à Minsk, mais a été redirigé vers le sud-ouest, a participé par la 23e brigade de chars à la libération de Berezino a participé à la libération de Slonim a, Novogrudok et lors de l'opération Lublin-Brest, de Brest.
En octobre 1944, le corps reçut son dernier renfort de guerre avec l'affectation du:
- 36e Régiment de chars lourds de la Garde (21 JS-2)
- 868e régiment d'artillerie légère (24 canons de 76 mm)

### 1945
Le 14 janvier 1945, le corps attaque dans le cadre de l'offensive à partir de la tête de pont de Pulawy sur la rive ouest de la Vistule, au sud de Varsovie. Le 23 janvier, le corps participe à la prise de Bydgoszcz.
Pendant l'Offensive de Poméranie orientale, le corps était subordonné à la 3e armée de choc et à partir du 1er mars 1945, les brigades de chars furent utilisées pour soutenir les formations d'infanterie.
Pendant la Bataille de Berlin, le corps a de nouveau été subordonné à la 3e armée de choc en tant que groupe mobile et le 16 avril 1945 a été envoyé en action à 10 h 0, avançant sur les hauteurs de Seelow, mais n'a pas eu d'impact significatif sur l'offensive. Le 18 avril, en soutien au 79e corps de fusiliers, le 9e corps de chars traversa la voie navigable Frielander, les 23e et 95e brigades de chars, en coopération avec la 150e division de fusiliers capturèrent Kunersdorf et fin avril 1945, prirent d'assaut le bâtiment du Reichstag.

### 1945–19579edivision de chars
Comme tous les autres corps de chars soviétiques, le 9e corps de chars a été réorganisé en 9e division de chars à la mi-fin 1945. Dans le cadre des forces d'occupation, la 9e division de chars a été affectée à la 1re armée de chars de la Garde.

### 1957-196513edivision de chars lourds
En 1957, elle a été réorganisée et renommée 13e division de chars lourds. Elle est revenue à sa désignation originale de 9e division de chars en 1965.

### 1965–19919edivision de chars
La division a conservé cette désignation jusqu'au retrait soviétique d'Allemagne en 1991, date à laquelle elle a été déplacée à Smolensk et dissoute. Son quartier général divisionnaire pendant la guerre froide était basé à Riesa.
Au début de 1991, la division comprenait deux régiments de chars et deux régiments d'infanterie mécanisée (tous deux BMP ). Elle était équipé de chars T-80.
- 1er régiment de chars de la Garde (Zeithain) : 89 T-80, 60 BMP (33 BMP-2, 23 BMP-1, 4 BRDM-1K), 18 2S1, 6 BMP-1KSH, 2 PRP-3/4, 3 RHM, 1 BREM-2, 2 PU-12, 3 MT-55A
- 70e régiment de chars (Zeithain) : 90 T-80, 60 BMP (32 BMP-2, 24 BMP-1, 4 BRDM-1K), 18 2S1, 6 BMP-1 KSH, 2 PRP-3/4, 4 RHM, 1 BREM-2, 2 PU-12, 1 R-145BM, 2 MT-55A
- 302e régiment de fusiliers motorisés (Riesa) : 30 T-80, 147 BMP (95 BMP-2, 45 BMP-1, 7BMP-1K), 24 véhicules blindés de transport de troupes (10 BTR-70, 14 BTR-60 ), 18 2S1, 18 2S12, 9 BMP-1KSH, 3 PRP-3/4, 3 RHM, 2 BREM-2, 2 PU-12, 6 MT-LBT (pour canons T-12 de 100 mm)
- 1321e régiment de fusiliers motorisés ( Jüterbog ): 29 T-80, 152 BMP (94 BMP-2, 51 BMP-1, 7 BRDM-1K), 18 2S1, 18 2S-12, 9 BMP-1KSH, 3 PRP-3, 4, 3 RHM, 2 BREM-2, 3 PU-12, 6 MT-LBT (pour canons T-12 AT remorqués de 100 mm)
- 96e régiment d'artillerie automotrice ( Borna ): 54 2S5 18 BM-21; 5 PRP-3/4, 3 1V18, 1 1V19, 2 R-145 BM, 1 R-156 BTR
- 216e régiment de missiles antiaériens (Zeithain)
- 13e bataillon de reconnaissance et de guerre électronique (Zeithain) : 17 BMP-2, 7 BRM-1K ; 1 BMP-1KSH, 2 R-145 BM, 1 R-156 BTR
- 696e bataillon (Riesa): 10 R-145BM, 1 P-156, 2 P-2AM
- 109e bataillon du génie (Oschatz) : 2 IRM, 2 MT-55A
- 112e bataillon de protection chimique
- 1071e bataillon indépendant de soutien matériel
- 68e bataillon de réparation
- 200e bataillon médical